# Lista das fajãs da ilha de São Jorge

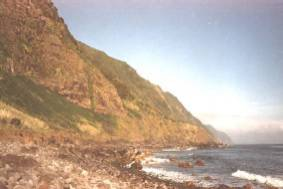
A Fajã Rasa vista do norte.

A ilha de São Jorge, devido à sua orografia e ao alcantilado das suas costas, é caracterizada pela existências de numerosas fajãs, as quais em boa parte determinam o carácter da ilha, criando microclimas e compartimentando a sua paisagem e determinando as zonas de fixação da população. São locais utilizadas desde o início do povoamento para fazer culturas específicas que não se davam nas zonas de maior altitude. Eram também usadas, as de acessos mais fáceis, para a transumância do gado no Inverno visto que as pastagens de altitude são em geral demasiado expostas às intempéries para permitirem a presença constante de gados.
Com o seu carácter de microcosmos encaixados pelo mar e pelas falésias e com a relação que estabelecem entre o mar e a montanha, as fajãs fazem da ilha de São Jorge uma das mais belas do arquipélago açoriano, criando espaços carregados de encanto e mistério. Uma destas fajãs foi classificada como Maravilha de Portugal, na categoria de «Aldeias de Mar»,  no verão de 2017. 
Uma fajã é geralmente um terreno plano, facilmente cultivável e capaz de suportar tipos de cultura que não medram em altitude devido às condições edafo-climáticas ali existentes. São quase sempre de pequena extensão, encaixadas sobre a beira-mar e formadas de materiais desprendidos das arribas ou por escoadas lávicas que formaram deltas junto à costa.

## Listagem das fajãs

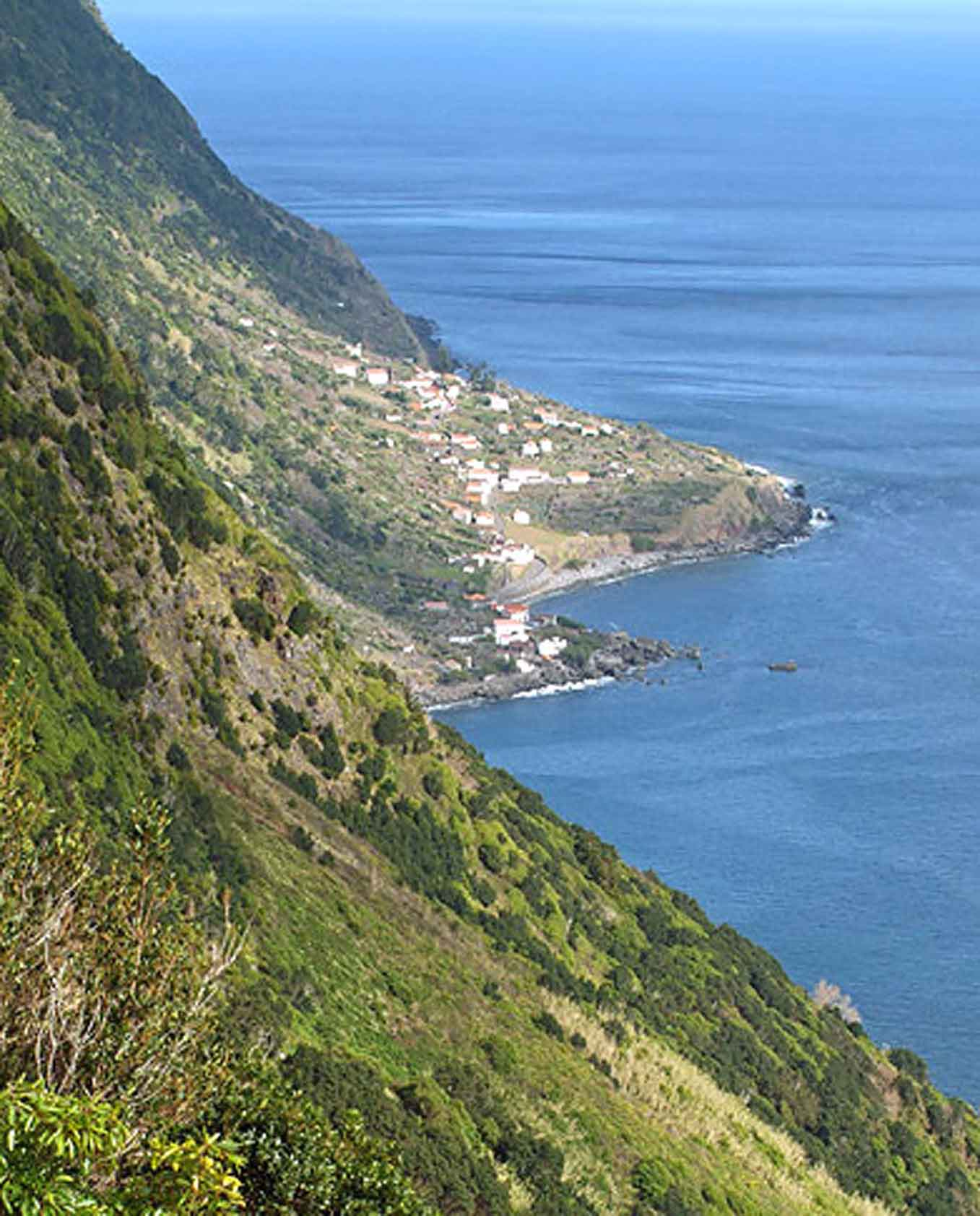
Vista da Fajã de São João.

São tantas as fajãs em São Jorge que é impossível fazer uma listagem exaustiva, até porque em relação às mais pequenas, nalguns casos simples plataformas encaixadas nas falésias, a toponímia por vezes não é concordante, a designação dada dependendo do interlocutor e da povoação em que habita.
Lista das fajãs da ilha de São Jorge:
- Fajã Mata Sete;
- Fajã de Fernando Afonso;
- Fajã do Pedregalo;
- Fajã Amaro da Cunha;
- Fajã da Ermida;
- Fajã Maria Pereira;
- Fajã do Boi;
- Fajã de João Dias;
- Fajã do Calhau Rolado;
- Fajã do Centeio;
- Fajã do Valado;
- Fajã de Entre Poios;
- Fajã da Pelada;
- Fajã do Cerrado das Silvas;
- Fajã da Choupana;
- Fajã do Canto;
- Fajã da Vereda Vermelha;
- Fajã de Vasco Martins;
- Fajã Rasa;
- Fajã de Manuel Teixeira;
- Fajã das Fajanetas;
- Fajã da Ponta Furada;
- Fajã Rasa
- Fajã da Ponta Nova;
- Fajã do Caminho do Meio;
- Fajã de Além;
- Fajãzinha, ilha de São Jorge
- Fajã do Ouvidor;
- Fajã Isabel Pereira;
- Fajã da Ribeira da Areia;
- Fajã Chã;
- Fajã da Ponta Grossa ou do Mero;
- Fajã dos Azevinhos;
- Fajã das Funduras;
- Fajã da Abelheira:
- Fajã da Penedia;
- Fajã das Pontas;
- Fajã da Neca;
- Fajã da Betesga;
- Fajã dos Cubres;
- Fajã do Belo;
- Fajã dos Tijolos;
- Fajã da Caldeira de Santo Cristo;
- Fajã da Caldeira de Cima;
- Fajã Redonda;
- Fajã do Sanguinhal;
- Fajã do Nortezinho;
- Fajã do Norte Estreito;
- Fajã da Ribeira Funda;
- Fajã do Norte das Fajãs;
- Fajã do Salto Verde;
- Fajã do Castelhano;
- Fajã de Entre Ribeiras;
- Fajã das Cubas ou da Baleia;
- Fajã Fajanzinha;
- Fajã do Labaçal;
- Fajã da Rocha ou da Coqueira;
- Fajã do Cruzal;
- Fajã do Cardoso;
- Fajã da Saramagueira;
- Fajã de São João;
- Fajã de Além;
- Fajã do Ginjal;
- Fajã das Barreiras;
- Fajã do Cavalete;
- Fajã dos Bodes;
- Fajã da Fonte do Nicolau;
- Fajã dos Vimes;
- Fajã da Fragueira;
- Fajã Grande, ilha de São Jorge;
- Fajã das Almas;
- Fajã do Negro;
- Fajã de Santo Amaro;
- Fajã do Lemos;
- Fajã das Feiteiras.